# Phialodes hubeiensis
Phialodes hubeiensis is een keversoort uit de familie bladrolkevers (Attelabidae). De wetenschappelijke naam van de soort werd in 2008 gepubliceerd door Andrei Aleksandrovich Legalov.